# Тимау (Удине)
Тимау је насеље у Италији у округу Удине, региону Фурланија-Јулијска крајина.
Према процени из 2011. у насељу је живело 346 становника. Насеље се налази на надморској висини од 835 м.